# 藍鯨的陰莖

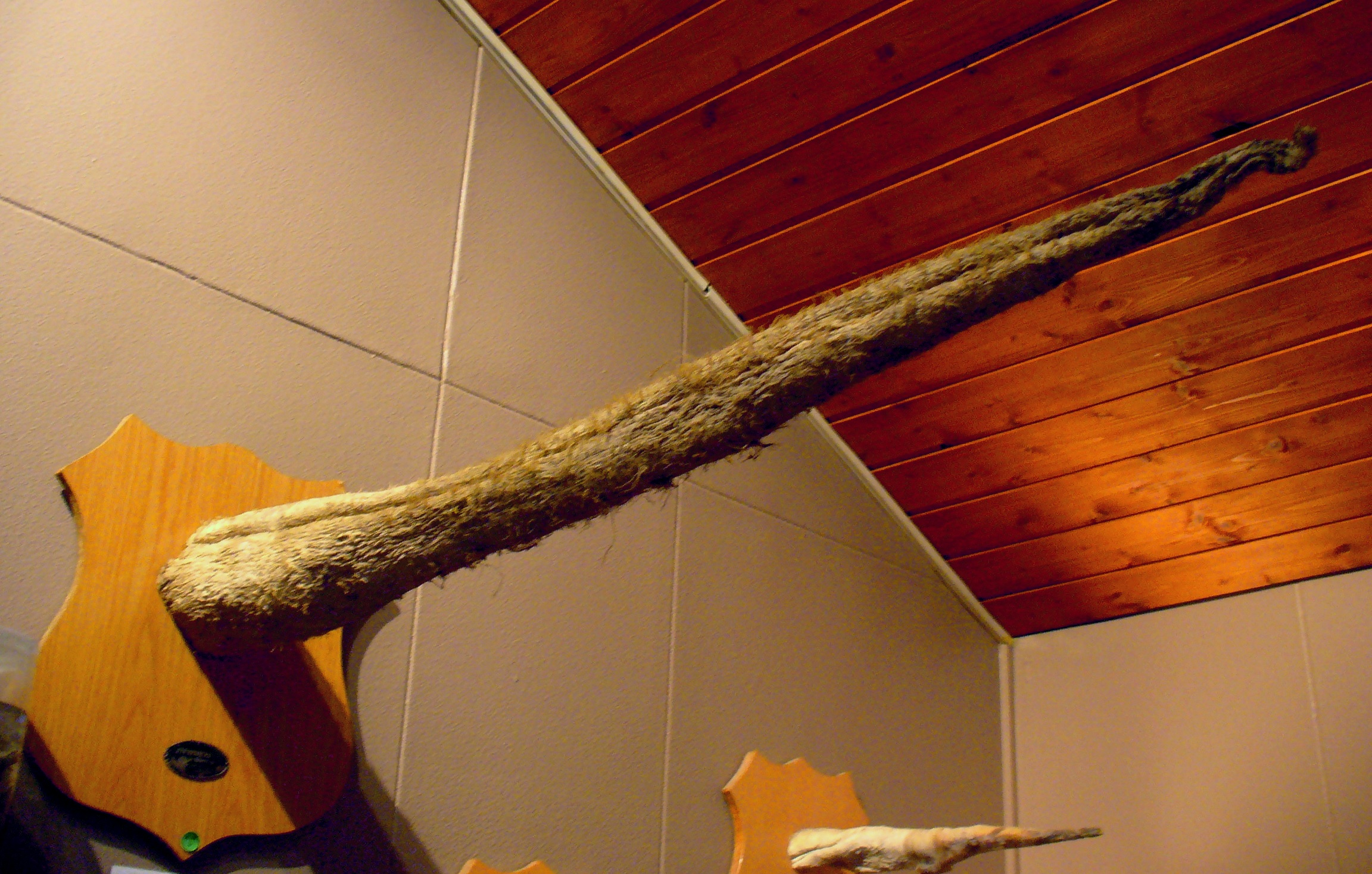
藍鯨陰莖的前端，藏於冰島陰莖博物館。

藍鯨擁有動物界之中尺寸最大的陰莖，其陰莖的平均長度在2.5（8英尺2英寸）至3（9.8英尺）之間，直徑在30（12英寸）至36（14英寸）之間。

## 形態
依據相關報告，藍鯨的尺寸在2.4至3.0（7英尺10英寸至9英尺10英寸）之間，而周長是46（18英寸）左右。藍鯨單顆的睪丸重量在45至68（99至150英磅）之間，根據其睪丸的尺寸，預估藍鯨的單次射精量可達到20公升（4.4英制加侖；5.3美制加侖）。
由於幾乎不可能在藍鯨交配時測量其陰莖尺寸，所以很難測定藍鯨陰莖的平均長度。藍鯨的陰莖通常隱於體內，在交配過程中，會從生殖器縫中彈出。它比其他哺乳動物的陰莖都更堅韌、更像纖維。據信，藍鯨是利用這種彈性結構進行勃起，而不是以充血的方式進行勃起，不過這種假設並未經過科學證實。赫爾曼·梅爾維爾在小說《白鯨記》中提到，鯨魚陰莖外皮的尺寸，足以長到做成裙擺能拖地的圍裙，以便在給死去的鯨魚剝皮時使用。

## 科學研究
對於鯨魚而言，陰莖的長度可以做為推斷生物成熟的依據，例如塞鯨分為未熟期、青春期和成熟期等時期。不過長度也並非唯一的判斷依據，因為紀錄中還包括睪丸尺寸和組織學方面的資料。例如在一項於南非進行的研究中發現，未熟期的同種鯨魚陰莖長度是96（38英寸），而成熟期鯨魚陰莖的最小長度是95（37英寸）。相較之下，藍鯨陰莖平均尺寸是塞鯨的三倍。依據對樣本的測定結果，體長21.6（71英尺）的藍鯨，其陰莖長度為1.83（6.0英尺）。

## 最大的標本

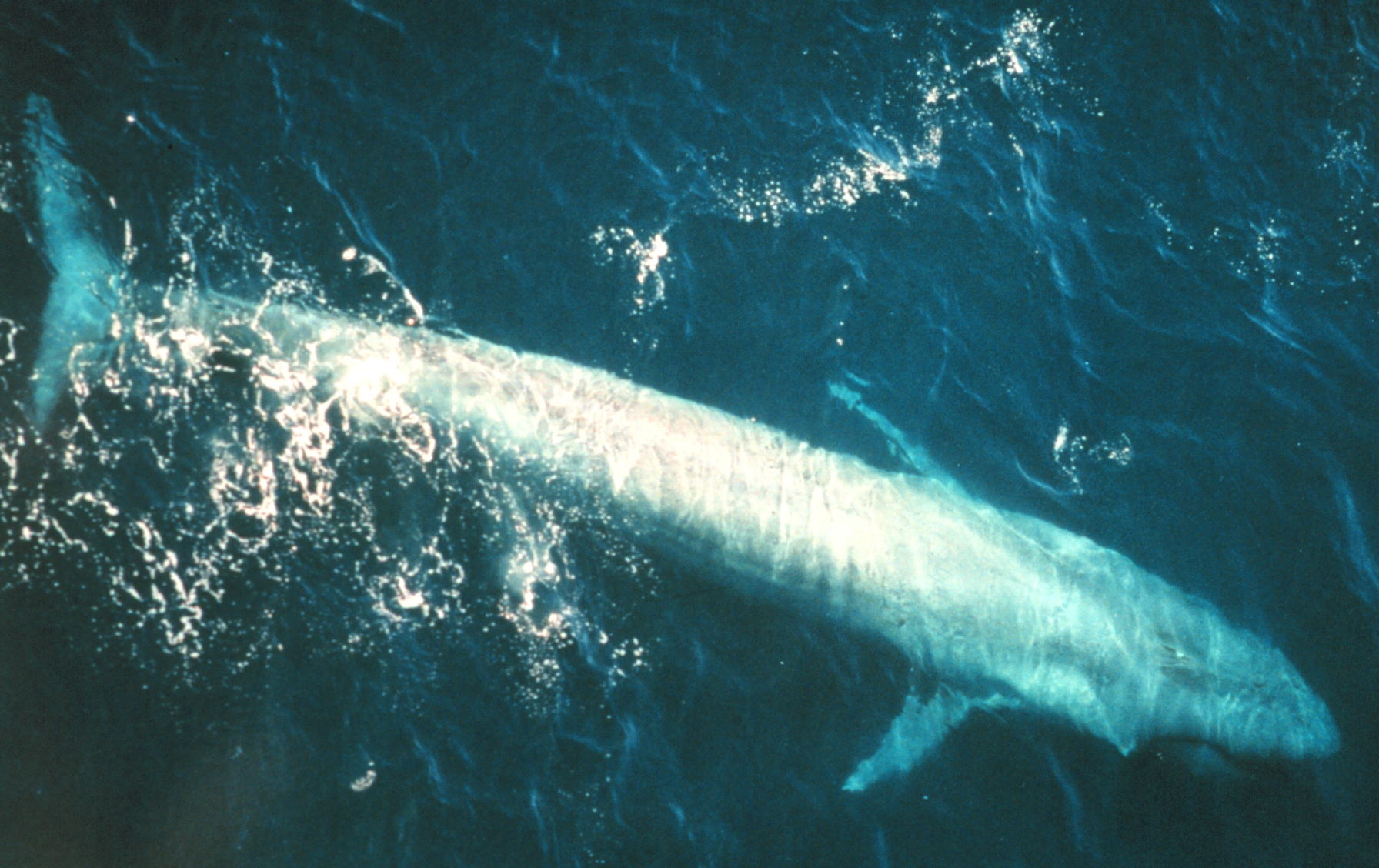
藍鯨

冰島陰莖博物館的館藏之中有一部分藍鯨陰莖的標本，長達 170 cm（67英寸），重達70（150英磅）。《冰島評論》稱其為「真正的Moby Dick」。此標本僅是陰莖的前端，而完整的器官長約 5米（16英尺），重約350—450（770—990英磅），高過藍鯨陰莖的平均值。相較之下，成年的大象擁有所有陸生動物最大的陰莖，平均長度約為1.8（6英尺）。

## 延伸閱讀
- Bortolotti, Dan (2008). Wild Blue: A Natural History of the World's Largest Animal （页面存档备份，存于）. Macmillan. p. 9. ISBN 0312383878
- Janet Mann. . University of Chicago Press. 2000-06-01  [2020-06-14]. ISBN 978-0-226-50341-7. （原始内容存档于2020-06-26）.

## 外部連結
- Photograph of the carcass of a 60 ft sperm whale in Taiwan, penis still intact （页面存档备份，存于）
- Art of Angling by Richard Brookes, 1781, page 294: Penis of the Whale